# Canto a la libertad
Canto a la libertad es la canción más conocida del cantautor y escritor aragonés José Antonio Labordeta. Fue compuesta en el año 1975 y representa un sueño de solidaridad, de humanidad, de justicia social, de esperanza y libertad y constituye un himno para el pueblo aragonés.

## Propuestas como himno

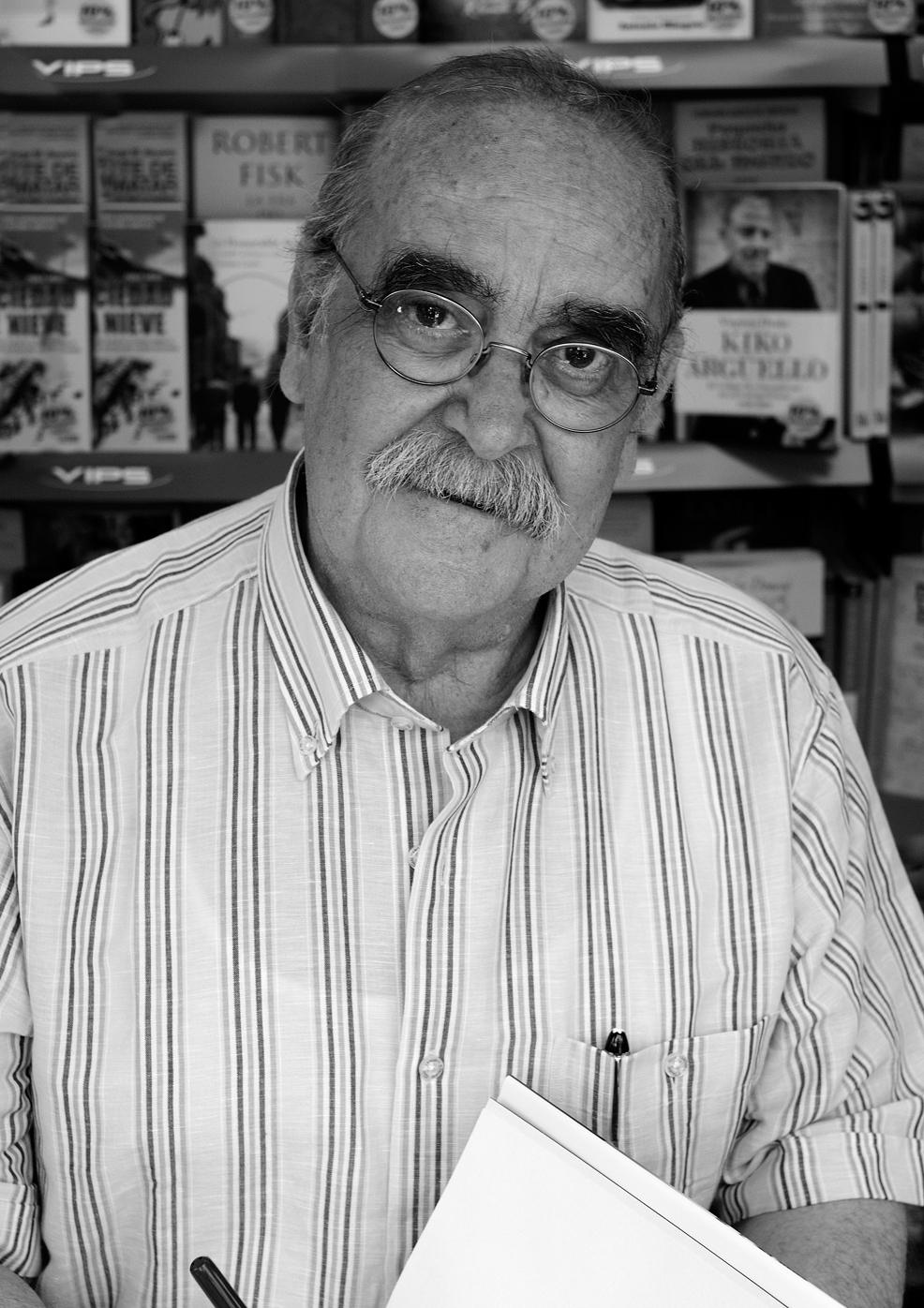
José Antonio Labordeta (2009)

Ya en 1989, en el mismo debate de tramitación urgente para la aprobación del actual Himno de Aragón en las Cortes de Aragón, el Partido Aragonés propuso el Canto a la libertad como himno oficial, tras consultar la opinión del autor sobre esta iniciativa.
La propuesta fue rechazada porque sólo fue apoyada por el Partido Aragonés PAR.
También el partido político Chunta Aragonesista (creado en 1986 y por el que Labordeta fue parlamentario en las Cortes de Aragón, en 1999, y diputado en el Congreso, desde el año 2000 hasta el 2008) solicitó reiteradamente que se reconociera su legitimidad como himno.
Tras la muerte del autor, el 19 de septiembre de 2010, se iniciaron diversas campañas cívicas con el objetivo de promover la adopción oficial del Canto a la libertad como himno de Aragón, incluso a través del procedimiento de iniciativa popular recogido en el Estatuto de Autonomía de Aragón.
En octubre de 2010, con el apoyo de una decena de asociaciones culturales y sociales aragonesas como el Instituto Aragonés de Antropología, el Rolde de Estudios Aragoneses y la Asociación Amparo Poch, se constituyó una comisión promotora de la iniciativa legislativa popular para la adopción del “Canto a la libertad” como himno oficial de Aragón por parte de las Cortes de Aragón, según el procedimiento previsto en la Ley 7/1984, reguladora de la iniciativa legislativa popular ante las Cortes de Aragón.
La propuesta fue entregada el 22 de octubre de 2010 a la Mesa de las Cortes de Aragón, la cual la admitió a trámite el 28 de octubre de 2010.
Entre el 25 de noviembre de 2010, inicio de la campaña oficial de recogida de firmas, y el 24 de marzo de 2011, fecha de la presentación de las firmas ante la Junta Electoral de Aragón, se llevó a cabo la recogida de 24 256 firmas de apoyo, con lo que en solo dos terceras partes del tiempo exigido se obtuvieron un 60% más de firmas que las requeridas por la propia Ley 7/1984.

Tras la acreditación de la Junta Electoral de Aragón, de haberse cumplido con todos los requisitos mínimos, el 5 de abril de 2011 la Mesa de las Cortes de Aragón ordenó la publicación como Proposición de Ley por la que se declararía himno de Aragón el Canto a la Libertad.
La disolución de las Cortes de Aragón, por convocatoria de las elecciones autonómicas del 22 de mayo de 2011, hizo trasladar la proposición a la siguiente legislatura. Habiéndose producido la toma de posesión de los nuevos diputados el día 7 de septiembre, se debatió en el primer pleno ordinario de las nuevas Cortes surgidas tras las elecciones.

La propuesta fue rechazada por 36 votos de PP y PAR frente a 26 de PSOE, CHA e IU.
En 2011 la cineasta Vicky Calavia dirigió el documental de 30 minutos Canto a la libertad. Himno de Aragón. sobre la propuesta de himno de Aragón.
El 30 de octubre de 2011, el actor Jesús Pescador intervino en el Pleno del Ayuntamiento de Zaragoza, en nombre de la Comisión Promotora del Canto a la Libertad como "Himno de Aragón", apoyando una moción presentada para que el consistorio se posicionara a favor de esta propuesta y proponiendo también que “se encontrara un lugar para que el Canto a la Libertad tuviera presencia en las Fiestas del Pilar". La moción del grupo municipal de Chunta Aragonesista (CHA) fue finalmente aprobada con el apoyo de PSOE e IU.
El 8 de octubre de 2011, Pepín Banzo a la gaita de boto, junto a Jesús Quilez a la voz, interpretaron dentro del acto de inicio de las Fiestas del Pilar, el Canto a la Libertad, minutos antes del pregón de fiestas en el balcón del Ayuntamiento de la capital aragonesa.